# Sunda-Zwergohreule
Die Sunda-Zwergohreule (Otus lempiji), auch Sunda-Halsbandeule oder kurz Halsbandeule genannt,  ist eine Eulenart aus der Gattung der Zwergohreulen. Sie kommt auf der Malaiischen Halbinsel und einigen Sundainseln vor.

## Beschreibung
Sie erreicht eine Länge von 23 bis 25 Zentimetern bei einem Gewicht von 100 bis 170 Gramm. Es gibt eine graubraune, braune und rote Morphe mit großer individueller Variation und Übergangsformen. Die Augen sind meist dunkelbraun, manchmal orangegelb, der Schnabel ist weißlich gelb, die Federohren sind auffällig und an den Außenfahnen breit schwarz gesäumt. Die Beine sind bis zum Ansatz der weißlichen bis rosagrauen Zehen befiedert, die Krallen etwas dunkler oder bräunlicher.

## Lebensweise
Anders als die meisten Zwergohreulen ist die ziemlich häufige Sunda-Zwergohreule kein ausgeprägter Waldbewohner, sondern auch in baumreichen Gärten und Plantagen und sogar Städten zu finden. Sie steigt von den Niederungen bis in Höhenlagen von 2.400 Metern auf. Ihre Nahrung besteht vorwiegend aus Insekten, manchmal aus Kleinvögeln. Die Stimme ist ein klangvolles, fragendes wuup wuuuop, das mit zunehmenden Abwandlungen in Abständen von 10 bis 15 Sekunden während langer Rufperioden zu hören ist.

## Verbreitung
Die Nominatform O. l. lempiji bewohnt die Malaiische Halbinsel, Sumatra, Borneo, Java und Bali. Auf Padang kommt die dunklere Unterart O. l. hypnodes vor. O. l. kangeana auf Kangean, der Hauptinsel der Kangeaninseln, ist kleiner als die Nominatform. In Nord-Borneo ist O. l. lemurum beheimatet.
Die Singapur-Zwergohreule O. l. cnephaeus aus der Umgebung von Singapur wurde wegen stimmlicher Unterschiede als eigenständige Art Otus cnephaeus abgetrennt. Sie gilt aber wie bisher weiterhin als Unterart der Sunda-Zwergohreule.